# Lucía Fresco
Lucía Daniela Fresco (Chajarí, 14 maggio 1991) è una pallavolista argentina, di ruolo opposto.

## Carriera

### Club
La carriera di Lucía Fresco inizia nel 2003 nelle giovanili dell'Entre Ríos, dove resta fino al 2009. Il suo debutto nella professionistica avviene nella stagione 2009-10 con il Boca Juniors, con il quale si aggiuca lo scudetto nell'annata successiva. Nella stagione 2011-12 si trasferisce nel campionato tedesco, ingaggiata dal Potsdam, militante in 1. Bundesliga, con cui resta per tre annate. Nella stagione 2014-15 passa al club italiano della Robur Tiboni Urbino, in Serie A1. Nella stagione seguente, pur restando in Italia, gioca in Serie A2 col Soverato.
Nell'annata 2016-17 approda in Grecia, dove disputa l'A1 Ethnikī col Pannaxiakos, mentre in quella seguente è impegnata nell'massimo campionato ungherese con il Békéscsabai, con cui si aggiudica il titolo nazionale e la Middle European League 2017-18.
Rientra in patria per disputare la Liga Femenina de Voleibol Argentino 2019 nuovamente con il Boca Juniors, aggiudicandosi il campionato. Nell'annata 2019-20 si accasa con la formazione sudcoreana delle Pink Spiders, in V-League, dove rimane fino a metà dell'annata seguente, quando viene sostituita dal club.

### Nazionale
Nel 2009 debutta nella nazionale argentina, con la quale in seguito vince la medaglia di bronzo alla Final Four Cup 2010 e quella d'argento al campionato sudamericano 2011.
Nel 2012 con la nazionale Under-23 conquista il bronzo alla Coppa panamericana, torneo nel quale viene insignita del premio come miglior realizzatrice. Con la nazionale maggiore invece conquista il bronzo alla Coppa panamericana 2013 e un altro argento al campionato continentale 2013.
In seguito vince un'altra medaglia di bronzo alla Coppa panamericana 2015, alla quale seguono quattro anni dopo altri due bronzi alla Volleyball Challenger Cup 2019 e ai XVIII Giochi panamericani, torneo nel quale viene premiata come miglior opposto.

## Palmarès

### Club
- Campionato argentino: 2

2010-11, 2019
- Campionato ungherese: 1

2017-18
- Middle European League: 1

2017-18

### Nazionale (competizioni minori)
- Final Four Cup 2010
- Coppa panamericana Under-23 2012
- Coppa panamericana 2013
- Coppa panamericana 2015
- Volleyball Challenger Cup 2019
- Giochi panamericani 2019

### Premi individuali
- 2012 - Coppa panamericana Under-23: Miglior realizzatrice
- 2019 - XVIII Giochi panamericani: Miglior opposto